# MarineTraffic
MarineTraffic ist ein offener Service, der Positionsdaten und Bewegungen von Schiffen verwaltet.

## Geschichte und Entwicklung
MarineTraffic wurde 2006 von Dimitris Lekkas und Kommilitonen an der Universität der Ägäis gegründet und nutzt Automatic Identification System (AIS) als Funksystem zum Austausch von Navigations- und anderen Schiffsdaten. MarineTraffic gehört neben Vesseltracker zu den führenden und bekanntesten Anbietern für Schiffsdaten auf AIS-Basis.
Über eine Suchmaske können einzelne Schiffe gesucht werden, woraufhin deren genaue Positionen in der Karte farbig angezeigt werden sowie Daten und Bilder zu den Schiffen und Informationen zu ihren aktuellen Routen abgerufen werden können. Auf MarineTraffic sind mehrere Millionen Schiffsbilder zu sehen. Mit mehr als 2300 Empfangsstationen werden weltweit Küsten- und Binnenhäfen abgedeckt. MarineTraffic stellt in 34 Sprachen für nicht kommerzielle Nutzer die umfangreichste Datensammlung und Information zur Verfügung. Dabei werden nicht nur die aktuellen Positionen abgebildet, sondern es werden auch Informationen zu Abfahrtzeit, Ankunftszeit, Windstärken und Hafeninformationen bereitgestellt. Mehr als sechs Millionen Nutzer benutzen pro Monat MarineTraffic.

## Produkte und Dienstleistungen
MarineTraffic unterscheidet seine Produkte in vier Typen: Online-Dienste, Datendienste, Mobile Apps und das Branchenbuch.
Online-Services umfassen die umfangreichen Tools, die über die MarineTraffic-Webplattform zugänglich sind. Onlinedienste ermöglichen die Nachverfolgung einzelner Schiffe und Flotten mit der Live-Karte durch erweiterte Filterung, benutzerdefiniertes Mapping und Benachrichtigungsdienste.
Datendienste sind in zwei verschiedene Kanäle aufgeteilt. API-Datendienste und Archivdaten. API-Datendienste sind für den On-Demand-Zugriff von Maschine zu Maschine, Echtzeit-Positionsdaten, statische Schiffsinformationen und historische Positionen oder Ereignisse konzipiert. Archivdaten dienen der Analyse und Recherche. MarineTraffic sammelt Daten seit 2009.
Mobile Apps besteht aus zwei unterschiedlichen mobilen Angeboten, MarineTraffic und OnCourse. Die MarineTraffic-App lässt sich nahtlos in die Webservices integrieren, während OnCourse entwickelt wurde, um Bootsfahrer zu unterstützen und ihnen die Tools zu geben, die sie benötigen, um ihr Hobby bestmöglich zu nutzen. Beide Apps sind in den App-Stores für iOS, Android, Windows und Amazon erhältlich.
Business Directory: Ein maritimes Business-Verzeichnis, das Anbietern die Möglichkeit bietet, Käufern bei der Navigation auf der Webplattform zu begegnen. Das Verzeichnis beherbergt über 39.000 Unternehmen und ist damit eines der größten Online-Seeverzeichnisse.

## Benutzer
MarineTraffic verzeichnet mehr als 6.000.000 eindeutige Besucher auf seiner Website monatlich und mehr als 1.100.000 registrierte Benutzer. Dazu gehören Firmen und ebenso andere Organisationen oder Privatpersonen.